# André Abegglen
André "Trello" Abegglen (Neuchâtel, 7. ožujka 1909. – 8. studenog 1944., Zürich) je švicarski nogometni reprezentativac i napadač.

## Karijera
Igrao je za Cantonal FC (1928 – 1930.) s kojim je osvojio dva švicarska nogometna kupa (1927., 1928.); za Grasshopper Zürich (1930. – 1935.) i osvojio švicarsko nogometnu ligu (1931) i  švicarski kup (1934.); za francuski nogometni klub Sochaux (1935. – 1938.) osvojivši francuski kup (Ligue 1 (1938.); za Servette Genève (1938. – 1941.), s kojim je osvojio švicarsku super ligu (1940.) i za La Chaux de Fonds (1941. – 1944.). U Francuskoj je 1935. u dresu Sochauxa bio najbolji strijelac (30 golova). Za reprezentaciju Švicarske (1927. – 1943.) odigrao je ukupno 52 utakmice i postigao 30 golova. Sudjelovao na dva svjetska prvenstva (1934., 1938.) Braća Abegglen, stariji Max (1902. – 1970.) i André, nezaboravni su legendarni simboli švicarskog nogometa. U jesen 1944. André je preminuo od ozljeda zadobivenih u željezničkoj prometnoj nesreći.